# Consigliere
Consigliere betyder "rådgivare" på italienska och är just rådgivare till maffiafamiljens "don". Familjens consigliere står närmast familjens "don" och brukar vara den man som familjens "don" litar på mest.